# Australian Open 1978
L'Australian Open 1978 è stata la 67ª edizione dell'Australian Open e ultima prova stagionale dello Slam per il 1978. Si è disputato dal 25 dicembre 1978 al 3 gennaio 1979 sui campi in erba del Kooyong Stadium di Melbourne in Australia. Il doppio misto non si è disputato.

## Partecipanti uomini

### Teste di serie
| Nazionalità | Giocatore       | Ranking | Testa di serie |
| ----------- | --------------- | ------- | -------------- |
| Argentina   | Guillermo Vilas | 2       | 1              |
| Argentina   | José Luis Clerc | 82      | 2              |
| Stati Uniti | Arthur Ashe     | 22      | 3              |
| Stati Uniti | Tim Gullikson   | 24      | 4              |
| Polonia     | Wojciech Fibak  | 15      | 5              |
| Australia   | John Alexander  | 16      | 6              |
| Australia   | Ken Rosewall    | 18      | 7              |
| Stati Uniti | Victor Amaya    | 44      | 8              |
| Stati Uniti | Hank Pfister    | 35      | 9              |
| Francia     | Yannick Noah    | 78      | 10             |
| Australia   | Tony Roche      | 26      | 11             |
| Austria     | Peter Feigl     | 160     | 12             |
| Australia   | Kim Warwick     | 42      | 13             |
| Australia   | Geoff Masters   | 67      | 14             |
| Sudafrica   | Bernard Mitton  | 73      | 15             |
| Australia   | Allan Stone     | 78      | 16             |

## Risultati

### Singolare maschile
Guillermo Vilas ha battuto in finale  John Marks con il punteggio di 6–4, 6–4, 3–6, 6–3

### Singolare femminile
Christine O'Neil ha battuto in finale  Betsy Nagelsen con il punteggio di 6–3, 7–6(3)

### Doppio maschile
Wojciech Fibak /  Kim Warwick hanno battuto in finale  Paul Kronk /  Cliff Letcher con il punteggio di 7–6, 7–5

### Doppio femminile
Betsy Nagelsen /  Renáta Tomanová hanno battuto in finale  Naoko Satō /  Pam Whytcross per 7–5, 6–2.

### Doppio misto
Il doppio misto non è stato disputato tra il 1970 e il 1985.